# Његошев маузолеј
Његошев маузолеј налази се у националном парку Ловћен, на Језерском врху (1.657 m), другом по висини врху планине Ловћен. Посвећен је Петру II Петровићу Његошу. Подигнут је по замисли југословенског и хрватског вајара Ивана Мештровића. Од Цетиња до маузолеја води асфалтни пут у дужини од 21 km. До маузолеја води степениште са 461 степеником, које пролази кроз тунел пробијен у масиву Ловћена.
Маузолеј је подигнут на мјесту на коме се претходно налазила капела — Његошева заветна црква коју око 1845. године за живота подигао Његош у славу Светог Петра Цетињског, са жељом да у њој буде сахрањен. Црква је гранатирана у оба свјетска рата да би коначно 1974. године била срушена, упркос противљењу Митрополије и православних вјерника, и на њено мјесто је подигнут данашњи маузолеј.
РТС је продуцирао серију од пет епизода о бурним збивањима у вези са гробним местом Петра Другог Петровића.

## Историја
Иницијативу о подизању маузолеја посвећеног црногорском владици, владару и јужнословенском књижевном великану Петру II Петровићу Његошу покренуле су власти Краљевине Југославије 1924. године. На њихов захтјев вајар Иван Мештровић је направио прве скице, које су исте године презентоване у Бруклинском музеју у Њујорку. Међутим због, како се у изворима наводи, недостатка финансија убрзо се одустало од ове замисли и умјесто маузолеја сљедеће, 1925. године, на врху Ловћена подигнута је нова капела, Његошева заветна црква, на мјесту старе, која је током Првог свјетског рата девастирана аустроугарским гранатирањем.
Идеја о подизању маузолеја обновљена је 1951. године од стране Одбора за прославу 100 годишњице Његошеве смрти. У иницијативу се укључила и Влада НР Црне Горе, која је расписала конкурс за нови пројекат, међутим ни једно од понуђених рјешења није прихваћено. То је био и разлог због којег је ондашњи предсједник црногорске владе и члан Извршног комитета ЦК СКЈ Блажо Јовановић одлучио да преко југословенских дипломатских представника у Сједињеним Америчким Државама контактира Ивана Мештровића, који је накнадно позитивно одговорио на понуду да доврши посао започет 1924. године.
Мештровић је као главног сарадника на техничком дијелу пројекта ангажовао личног пријатеља и познатог хрватског архитекту и конзерватора Харолда Билинића, са којим је током осам мјесеци интензивног рада до у детаље разрадио основну замисао. У међувремену су отпочеле припреме на вађењу и транспортовању гранитних блокова из јабланичког каменолома, а посао око израде каријатида и Његошеве фигуре са орлом, повјерен је Мештровићевом сараднику, вајару Андрији Крстуловићу. Иван Мештровић је Крстуловићу и његовим сарадницима за ове потребе ставио на располагање атеље у Сплиту, подигнут између два свјетска рата. Клесарски радови окончани су 1958. године, али до формалне одлуке о подизању маузолеја, коју је донијела Скупштина општине Цетиње, прошло је још 10 година. Завршне техничке припреме су окончане 1970. а са изградњом се кренуло наредне године. Маузолеј је инаугурисан 1974.
Током 2013. године Његошев маузолеј је реконструисан. Саниране су степенице, прилазни тунел и унутрашњост маузолеја.

### Стара капела - Његошева заветна црква
Стара капела, Његошева заветна црква се налазила на Језерском врху, на планини Ловћен. Цркву-капелу, посвећену Светом Петру Цетињском, подигао је по својој замисли Петар II Петровић Његош, 1845. године, са жељом да у њој буде сахрањен. Због бојазни да би Турци могли оскрнавити гроб, Његош је ипак сахрањен у Цетињском манастиру, да би 27. августа 1855. године његове кости биле пренете на Ловћен. Аманет да у њој и почива испунио је књаз Данило, изнијевши са највиђенијим Црногорцима Његошеве посмртне остатке на Језерски врх.
Језерски врх био је мета прво Турака, а потом и током Првог свјетског рата, када је 1916. аустроугарска војска капелицу сравнила са земљом, бомбардујући је из Бококоторског залива. После рата црква је обновљена и поново освећена 12. септембра 1925. године. Капела је порушена 1972. године, да би на њеном месту 1974. године био подигнут данашњи Његошев маузолеј.
- Оригинална Његошева заветна црква
- Црногорци испред капеле (1914)
- Рушевине старе капеле на Ловћену (1924)
- Обновљена капела (1930)
- Реплика Његошеве заветне цркве у манастиру Богоштица

### Противљења изградњи маузолеја
Још када се, 20-их година 20. века, јавила прва идеја о рушењу Његошеве капеле, део јавности, заједно са Српском православном црквом, успротивио јој се. Црква је сматрала да то није у духу православља. Обнављањем ове замисли, 50-их година, у српској јавности поново се распламсала јавна полемика има ли рушење Његошеве капеле и изградња маузолеја на Ловћену смисла. Полемику је први отворио историчар умјетности, ликовни критичар и професор на Универзитету у Београду Лазар Трифуновић. Трифуновић је 30. августа 1961. објавио у часопису Данас чланак "Мит о Мештровићу", у којем је Мештровићев пројект Маузолеја на Ловћену прогласио страним и туђим тијелом које је "у потпуној супротности са свим идејама које су у овом друштву рођене". Притом се, у својој аргументацији, послужио и неким, изразито критичким и негативистичким, мишљењима Моше Пијаде и Мирослава Крлеже о Мештровићевој умјетности. У јулу 1964. године, када је Републички секретаријат за просвјету, културу и науку СР Црне Горе формирао стручну Комисију за реорганизацију Музеја на Цетињу, догодило се да је на чело те Комисије био постављен управо Трифуновић. Трифуновићева Комисија је засједала крајем 1965. и 1966. и једногласно закључила, 15. фебруара 1966. да изађе у јавност с приједлогом "да се на Ловћену не подиже Његошев маузолеј према пројекту Ивана Мештровића". За тај свој став Комисија је изнијела три аргумента:
- Прво, Мештровићевом пројекту не одговара "природна конфигурација Ловћена, која је ушла у грб Црне Горе", и која је "толико импозантна и сама је по себи споменик да се на њој не може умјетнички одржати ништа што би се такмичило са природом".
- Друго, Мештровићев пројект Маузолеја је "парадна, хладна и репрезентативна архитектура" која, заједно с Његошевом фигуром испод орла у унутрашњости, више истиче Његоша "као господара и владара него као песника и симбола слободе".
- Треће, чисто стилски гледано, тај је пројект "типично дело бечке сецесије" које нема ништа заједничко с нашом, домаћом (српском, односно црногорском) средином, културном традицијом и менталитетом.

Прије него што је завршила рад, Трифуновићева Комисија је организовала анкету међу југословенским историчарима умјетности, критичарима и умјетницима "о подобности Мештровићевог пројекта". Анкети се одазвало 10 културних радника из цијеле Југославије, а резултат анкете био је 7 : 3 против изградње Мештровићевог пројекта на Ловћену. "Против" су се изјаснили: књижевник Мирослав Крлежа, директор Конзерваторског завода за Далмацију, академик Цвито Фисковић, директор Умјетничке галерије у Сплиту Круно Пријатељ, књижевник и ликовни критичар Ото Бихаљи-Мерин, вајар академик Ристо Стијовић, сликар академик Мило Милуновић и професор Универзитета у Љубљани Луц Менаше. "За" су била само тројица: професор Универзитета у Загребу Грго Гамулин, вајар и професор на Ликовној академији у Загребу Вања Радауш и доценткиња на Универзитету у Сарајеву Сида Марјановић. Највећу је тежину имало мишљење водећег југословенског писца, иначе Хрвата по националности, Мирослава Крлеже. Он је у свом образложењу навео да је, када је о Маузолеју на Ловћену ријеч, "Његош карикатура и као споменик и као статуа".
Црногорци су овај извјештај одбацили. Најприје је црногорски пуковник ЈНА Саво Ј. Оровић поставио у Борби од 24. фебруара 1966. питање "зашто Комисија није одређена само из Црне Горе, када се постављање Његошевог маузолеја највише тиче народа ове републике". Односно, упитао се: "Ако је у Комисију требало ангажовати и друге републике, зашто само Србију, а не и остале?" А онда је, три године касније, у титоградској Побједи од 10. априла 1969. секретар Општинског комитета СК Цетиње и тадашњи директор Музеја на Цетињу, Бранко Кривокапић, став Трифуновићеве Комисије окарактеризирати "незваничним", позвавши се притом и на ту чињеницу "да нико из црногорске владе није дао свој суд о њиховом мишљењу стога и позивање на њега нема сврхе".
Међутим, оваквом се црногорском ставу брзо супротставио митрополит црногорско-приморски Данило II, поручивши у Побједи од 7. априла 1966. да "СПЦ још ништа није рекла о свему овоме, а свакако да има много више права да о томе говори него многи који настоје да сруше ловћенску капелу, јер се ради о једном православном, освећеном храму". Притом је нагласио: "Црква је за владике, а маузолеји за цареве, краљеве, предсједнике република или друга свјетовна лица". Ово је био врло важан момент у овој причи јер је наговијестио побуну Српске православне цркве у "случају Ловћен".
Током 1968. и 1969. прича око Његошева Маузолеја на Ловћену диже се на виши ниво. Дана 9. децембра 1968. Скупштина Општине Цетиње доноси дефинитивну одлуку о рушењу старе Његошеве капеле на Ловћену и изградњи Маузолеја, а непуна три мјесеца касније, 28. фебруара 1969, Завод за заштиту споменика културе Црне Горе доноси још једну врло важну одлуку - о измјештању старе Његошеве капелице на неку другу, алтернативну локацију. Све је то учињено без знања и без конзултација са Српском православном црквом, односно с Митрополијом црногорско-приморском, па 11. фебруара 1969. ванредно засједа Свети архијерејски сабор СПЦ и издаје саопштење у којем се оспорава Скупштини Општине Цетиње право на рушење постојеће капеле на врху Ловћена и изградњу предвиђеног маузолеја, уз препоруку Светом архијерејском синоду "да и даље настоји да се црква на Ловћену сачува и Владичин аманет одржи". Другим ријечима, Архијерејски сабор СПЦ је ставио вето на рушење старе капеле на Ловћену. Дана 17. марта 1969. одржана је сједница Скупштине Општине Цетиње, на којој су се одборници дословце отимали за ријеч да би изразили своју огорченост и противљење ставовима и инкриминацијама Српске православне цркве. Неки су чак тражили да се и судским путем затражи сатисфакција због тешких оптужаба.
Врхунац црногорских протеста против СПЦ-а догодио се такође у марту 1969. године, паралелно са сједницом СО Цетиње, када су цетињски гимназијалци, односно ученици старијих разреда цетињских школа, демонстрирали испред резиденције митрополита Данила II у Цетињу, носећи притом транспаренте на којима су били исписани цитати неких Његошевих стихова. Демонстрантима је парирао митрополит Данило II изјавивши за Илустровану Политику, 25. марта 1969, да је Маузолеј који црногорске власти намјеравају подићи на Ловћену "пагански". Митрополит је притом иступио и с једним компромисним приједлогом, који је СО Цетиње одбацила. Предложио је да се постојећа Његошева капела из 1925. једноставно уклопи у нови, Мештровићев маузолеј, али о томе се никада није службено расправљало.
У априлу 1969. цио проблем дошао је и до предсједника СФР Југославије Јосипа Броза Тита. Дана 29. априла 1969. српски патријарх Герман, заједно с још четворицом епископа, одаслао је Титу протестно писмо у којем се окомио на одлуку СО Цетиње од 9. децембра 1968. о рушењу Његошеве капеле и подизању Мештровићевог маузолеја. "То је одлучено без знања и консултовања са Црквом и њеним одговорним представницима", написао је у свом писму Герман, затраживши од Тита и позивајући се притом на Његошев аманет, "Вашу високу интервенцију да се узму у заштиту права и светиње Српске православне цркве".
О Титовом одговору Дејан Медаковић је рекао: "Тито је дошао на Цетиње, и њему показују модел Маузолеја, говорећи: 'Овако би то требало да изгледа.' Црногорци на то кажу Титу: 'Велики отпор овоме даје Црногорска митрополија, посебно онај митрополит Данило II, који је патетично рекао: Ми ћемо ићи с пушкама, бранићемо до последње капи крви, не дамо ми, бла-бла... И што мислите, друже председниче?' Тито - ово је аутентично што вам говорим, имам сведока - гледа то и каже: 'Ја нисам адвокат Црногорске митрополије!' Није даље ништа рекао, само то. То су ови схватили да је сигнал дат. И онда је, наравно, кренула лавина..."
Финале акције црногорских комуниста, уочи онога крајњег, чисто техничког чина реализације пројекта, догодио се 7. јула 1969. године, на сједници Општинске скупштине Цетиња, на којој је основан општејугославенски Одбор за подизање Његошевог маузолеја на Ловћену, на челу са предсједником Скупштине СР Црне Горе Вељком Милатовићем. На сједници је одлучено да је рок за изградњу Маузолеја до љета или јесени 1971, на 120. годишњицу Његошеве смрти. У саставу овог Одбора био је комплетан црногорски културни, политички и војни врх. Било је јасно да је његово формирање аминовао и сам предсједник Тито. У Одбору су се, међу осталима, налазили: филмски редитељ из Загреба Вељко Булајић, члан Савјета федерације Светозар Вукмановић Темпо, филмски редитељ из Загреба Душан Вукотић, предсједник ЦК СК Црне Горе Веселин Ђурановић, предсједник Извршног вијећа СР Црне Горе Видоје Жарковић, професор и публициста из Љубљане Владимир Дедијер, потпредсједник Савезне скупштине генерал Пеко Дапчевић, књижевник из Београда Оскар Давичо, предсједник Уставног суда Југославије и бивши предсједник црногорске Владе Блажо Јовановић, предсједник САНУ Велибор Глигорић, предсједник Одбора за спољне послове Савезне скупштине Вељко Мићуновић, генерални секретар предсједника Тита Владимир Поповић, генерал-пуковник у пензији Саво Оровић, књижевници Бранко Ћопић и Добриша Цесарић. Непосредна реакција на формирање и прве конкретне одлуке цетињског Одбора, био је Манифест 31 културног радника из Београда, објављен у Политици 20. јула 1969. У Манифесту је речено да Његошев (Мештровићев) маузолеј „крши аманет песника“, а тај су документ међу осталима потписали: Дејан Медаковић, Лазар Трифуновић, Војислав Ј. Ђурић, Војислав Кораћ, Александар Дероко, Динко Давидов, Миодраг Протић, Стојан Аралица и други.
Мирко Ковач био је протов подизања маузелоја. Сматрао је да је постојећа капела добро инкорпорирана у традицију те да Мештровићев пројекат асоцира на монументалне египатске храмове, што нема било какве везе са Хришћанством које је било окосница живота владике.
Догађаји почињу да ескалирају када почиње да реагује српска емиграција у Сјеверној Америци, у виду „Једанаестог свесрпског конгреса“ одржаног у Чикагу на Видовдан 1969. године. Јављају се и потенцијални терористи, па је 19. јула 1969. на хамбуршкој станици пронађен пакет са експлозивом и пријетеће писмо адресирано југословенском генералном конзулату у Хамбургу у којем је писало да би југословенски конзулати и амбасаде могли бити из темеља разорени „ако председник Тито у року од месец дана не нареди да се не поруши капелица, подигнута на Ловћену у спомен Његоша“.
А у другој половини 1969. у београдским Књижевним новинама отпочиње серија полемичких писама, осврта и коментара из пера водећих београдских и српских умјетника, писаца и културних радника, у којима се жестоко протестовало против рушења Његошеве капеле и изградње Маузолеја на Ловћену. Ова полемика трајала је све до 1971. године. Многи аутори тих текстова замерали су Мештровићу његове симпатије и везе са Алојзијем Степинцем.
У августу 1969. одржана је Прва, а у априлу 1970. Друга сједница црногорског Одбора за подизање маузолеја на Ловћену. Крајњи закључак оба засједања био је да ће се Његошева капелица дефинитивно уклонити са Ловћена, демонтирати и пренети на друго место, што се никада није догодило, већ је само срушена.
У прољеће 1970. године је сукоб дошао и до Уставног суда Југославије. Дана 23. априла 1970. године, Митрополија црногорско-приморска тужила је Уставном суду Југославије Републику Црну Гору, Град Титоград и Општину Цетиње, тражећи од Суда, између осталог, да „одмах донесе, као привремену мјеру, одлуку о забрани рушења капеле”. Парадокс ове ситуације био је у томе што је на челу Уставног суда Југославије у то вријеме био некадашњи предсједник црногорске Владе Блажо Јовановић, исти човјек који је од Ивана Мештровића био наручио Маузолеј на Ловћену. Уставни суд је 8. јула 1970. донио одлуку, прогласивши се ненадлежним за то питање.
У мају 1970. склапа се специфично политичко-културно савезништво СР Црне Горе и СР Хрватске. Почетком маја те године, предсједник хрватске Владе Драгутин Харамија, један од најистакнутијих протагониста Хрватског прољећа, примио је представнике Одбора за изградњу Његошевог маузолеја на Ловћену, који су у име Одбора замолили новчану помоћ Извршног вијећа Сабора Савезне републике Хрватске. Дана 14. маја 1971. делегација општине Цетиња посјетила је централу Матице хрватске у Загребу, дијелом ради прикупљања средстава за завршницу пројекта на Ловћену. Посебан је контакт са Цетињанима успоставио Управни одбор Матице хрватске Дрниш (подружнице из завичаја Ивана Мештровића), који је основао Одбор за прикупљање помоћи за подизање Његошевог маузолеја на Ловћену. Дрнишани су то овако образложили: „Наша дужност је да финанцијски помогнемо изградњу овог споменика, који симболизира стољетну борбу црногорског народа за слободу, као и сурадњу између наших двају народа...“
У овај сукоб у троуглу Црна Гора - Србија - Хрватска умијешао се и члан црногорског Одбора, а истовремено и академик САНУ, Владимир Дедијер, својим контроверзним отвореним писмом објављеним у Борби од 20. августа 1970. Дедијер је за кампању Српске православне цркве против Црногораца и њихова Одбора написао: „Они не могу да поднесу да један Хрват плете венац једном Црногорцу, да један римокатолик гради споменик једном православном владики." Притом је Дедијер за стару капелицу на Ловћену, ону обновљену, из 1925. године, написао да представља „вишеструки симбол“ владавине краља Александра Карађорђевића у Краљевини Југославији и то у ова три вида: прво, капелица је „оличење уништења државности Црне Горе после 1918. године", друго, она је „оличење преваге династије Карађорђевића над династијом Петровића" и треће, она је такође и „симбол уништења независности Црногорско-приморске митрополије".
У овом сукобу преовладало је мишљење црногорског државног врха. Завршне техничке припреме су окончане 1970. а са изградњом се кренуло наредне године. Маузолеј је инаугурисан 1974.
Први човјек Српске православне цркве у Црној Гори Амфилохије Радовић 19. августа 2017. године позвао је на измјештање Његошевог маузолеја на Ловћену и враћање старе црквене капеле у којој су некада почивали посмртни остаци највећег црногорског пјесника, владара и владике. Цетињски историчар Милош Вукановић за ову иницијативу сматра да, осим што је нереална и у пракси неизводљива, нема ни историјско утемељење. Сасвим супротно мисли историчар Будимир Алексић, посланик опозиционог Демократског фронта, који сматра да је враћање капеле на мјесто маузолеја технички изводљиво и у симболичком смислу тиме се само испуњава Његошев аманет. Иницијатива за то, како истиче Алексић, нема никакву идеолошку позадину.

## Изградња маузолеја
Пошто је 1954. године главни Одбор Народног фронта НР Црне Горе именовао Одбор за подизање споменика Његошу, започели су први конкретни захвати и радови на изградњи споменика. Почетком септембра 1957. допремљена је на Цетиње огромна Његошева скулптура, тешка 28 тона, исклесана у сивом јабланичком граниту. Скулптуру је, према гипсаном моделу Ивана Мештровића, исклесао Мештровићев сплитски ђак, Андрија Крстуловић. У јуну 1959. на Цетиње су стигле и двије каријатиде, такођер исклесане у црном граниту. До 1962. била је завршена једна позамашна дионица припремних радова. У југословенским новинама с времена на вријеме износили бројни технички и неки други подаци о изградњи Маузолеја, као и о будућим интервенцијама на Језерскоме врху на Ловћену, у функцији подизања споменика. Између осталог, најављено је да ће бити "заравњен цео врх планине", односно да ће се одсјећи сам врх Ловћена, како би Маузолеј, онакав каквим га је Мештровић замислио, могао бити изграђен.
Изградња маузолеја и данас представља импресиван подухват. Ово необично градилиште налазило се на више од 1660 метара. Ни парче камена није се могло откинути без динамита, па се одмах поставило питање да ли ће снажне експлозије да поремете структуру врха. На изградњи маузолеја радило је стотинак радника, а бетон је из понора дубоког 300 м изношен у двема корпама огромном дизалицом која се видјела чак из Цетиња. Дизалица је састављена уз помоћ хеликоптера који је доносио комад по комад дизалице са Иванових корита на сам врх. Посада хеликоптера број 210 из Ниша прозвана је "посада смјелих".
При изградњи строго се водило рачуна да се не оштети обрис планине. Његошев споменик тежак 28 тона, као и двије мермерне каријатиде и хиљаде тона гранитних и мермерних плоча за унутрашње и спољне зидове маузолеја унесене су кроз већ изграђен тунел. Кроз тунел су током изградње постављене шине, а скулптуре и камене плоче превожене су у вагоном који су вукли јаки мотори. Тунел, дугачак 125 метара под нагибом од 34 степена, изграђен је због стрмих стијена које се завршавају малим платоом на врху. То је био једини пут за извлачење Његошевог споменика, каријатида, бунара и свих камених блокова. Сваки неопрезан захват или погрешно одмјерена мина, могао да направи катастрофу, али тунел је завршен, а да се није догодила ни најмања незгода. Каријатиде су тешке свака по 7,5 тона, бунар 4 тоне, а Његошева скулптура 28 тона. Тек пред крај радова, на посљедњим метрима тунела, са десне стране врха отворила се провалија.

## Изглед маузолеја
Од асфалтног пута, којим се стиже у национални парк Ловћен, до маузолеја који се налази на Језерском врху води асфалтни пут у дужини од 21 км. Са окретишта у подножју до улаза у маузолеј води тунел тунел дугачак 125 метара под нагибом од 34 степена. Кроз тунел пролази степениште од 461 степеника, којим се долази на камену терасу и предворје са каменим бунаром. Тај пут је посебан доживљај, попут ходочашћа. Монументални комплекс, грађен од 1970. до 1974. године, простире се по цијелом Језерском врху. Обухвата прилаз до тунела, тунел са степеништем, плато и предворје Маузолеја, стазу и гувно-видиковац са којег се пружа импресиван поглед на већи дио Црне Горе. Маузолеј је ансамбл архитектонских и умјетничких остварења која сачињавају: атријум на чијем је средишту бунар тежине 4 тоне, портици са лијеве и десне стране и двије каријатиде – Црногорке у народној ношњи исклесане у црном мермеру, тешке 7,5 тона и високе око 4,5 метара. Каријатиде, једна са руком на појасу, а друга са руком на срцу, представљају мајку и ћерку.
Крипта – капела, је најимпресивнији дио Маузолеја. Изграђена је од тамно-зеленог мермера са шест бочних и једном централном нишом.
Са гувна, видиковца у оквиру комплекса, пружа се импресиван поглед на већи дио Црне Горе. Легенда каже да је црногорски краљ надмудрио турског султана тражећи слободу и независност за Црну Гору. Тада је султану објаснио да је Црна Гора сва територија која се обухвата погледом са врха Ловћена. Султан, мислећи да се са врха тог брда погледом не може обухватити велика територија, дао је обећање црногорском краљу а тек касније је схватио како га је овај надмудрио. Овом причом се на сликовит начин могу дочарати видици погледи који се пружају са овог мјеста. Кажу да се у ведра јутра са Ловћена види Италија.

### Унутрашњост маузолеја
Капела је најимпресивнији део маузолеја. Унутрашњост се састоји од шест бочних и централне нише од бокељског и брачког мермера. У капели доминира скулптура Његоша. Изнад његове главе је орао раширених крила. Девет метара висок свод капеле прекривен је мозаиком са 200.000 позлаћених плочица. За украшавање свода утрошено је 18 кг злата.
Седећа фигура Његоша са отвореном књигом и орлом изнад главе, израђена од гранита, тешка је 28 тона и висока 3,74 м. У крипти маузолеја налази се Његошев гроб, мермерни саркофаг, са исклесаним крстом и државним грбом, симболима духовне и световне власти. Осим ових симбола пише само „Његош 1813 – 1851”, без имена и других ознака владичанског достојанства.

## Галерија
- Видиковац у подножју Језерског врха
- Улаз у тунел
- Степенице ка улазу у тунел
- Тунел ка Језерском врху
- Стаза од тунела према капели
- Предворје капеле
- Каријатида са руком на срцу
- Каријатида са руком на појасу
- Детаљ предворја
- Капела са позлаћеним сводом
- Његошев портрет
- Глава орла иза Његошевих леђа
- Улаз у крипту
- Стаза од маузолеја ка гумну
- Маузолеј са последње стране
- Видиковац - гувно
- Поглед на „камено море”
- Поглед на Национални парк Ловћен
- Поглед са Језерског врха на Штировник, највиши врх Ловћена
- Поглед са видиковца на Цетиње